# Dirk Bockel
Dirk Bockel (Waiblingen, 18 ottobre 1976) è un triatleta lussemburghese.

## Biografia
È nato a Waiblingen in Germania. Ha rappresentato il Lussemburgo ai Giochi olimpici estivi di Pechino 2008, classificandosi 25º nella prova individuale.
Ha vinto due bronzi ai mondiali long distance di Vitoria 2012 e Belfort 2013, e l'argento agli Europei long distance di Praga 2009.
Ha ottenuto due ori due bronzi nelle competizioni di Ironman.

## Palmarès
- Mondiali long distance

Vitoria 2012: bronzo nell'individuale;
Belfort 2013: bronzo nell'individuale;
- Europei long distance

Praga 2009: argento nell'individuale;